# وضحة أحمد الخطيب
وضحة أحمد الخطيب (مواليد 1971)، مهندسة كيميائية كويتية، تشغل منصب الرئيس التنفيذي لشركة البترول الوطنية الكويتية منذ نوفمبر 2022، وهي أول امرأة تتولى هذا المنصب في تاريخ الشركة، وواحدة من أبرز القيادات النسائية في قطاع النفط والغاز في الكويت.

## التعليم والمسيرة المهنية
تخرجت الخطيب من جامعة الكويت عام 1994 حاصلةً على درجة البكالوريوس في الهندسة الكيميائية. بدأت مسيرتها المهنية في شركة البترول الوطنية الكويتية، حيث شغلت عدة مناصب فنية وتنفيذية، من أبرزها:
- مهندس عمليات أول في مصفاة ميناء الأحمدي (2003).
- قائد فريق البيئة (2005).
- مدير الخدمات الفنية لمصفاة ميناء الأحمدي (2013).
- نائب الرئيس التنفيذي لمصفاة ميناء عبد الله (2019)، حيث أدارت أكبر مشروع تطويري في تاريخ المصفاة.

وفي نوفمبر 2022، تم تعيينها في منصب الرئيس التنفيذي للشركة، ضمن أكبر حركة تغييرات في القطاع النفطي خلال العقد الأخير.

## الجوائز والتصنيفات
- صنفتها مجلة فوربس الشرق الأوسط ضمن أقوى 100 سيدة أعمال في الشرق الأوسط، حيث جاءت في المرتبة الثامنة عام 2020، وفي المرتبة السادسة عام 2023.[2]
- نالت جائزة "شخصية العام في قطاع الطاقة - الكويت" من The Energy Year عام 2024، تكريمًا لدورها القيادي في مشاريع التكرير وتوسعة المصافي.

## المناصب والعضويات
- رئيس جمعية معالجات الغاز لفروع مجلس التعاون الخليجي (أول امرأة تتولى المنصب).
- عضو سابق في مجلس إدارة الشركة الكويتية للستايرين (2018–2019).
- رئيس مجلس إدارة الشركة الكويتية لإنتاج الباراكسيلين منذ مايو 2019.
- عضو فاعل في الجمعية الثقافية الاجتماعية النسائية في الكويت منذ التسعينيات.

## وصلات خارجية
- وضحة الخطيب - فوربس الشرق الأوسط
- موقع الطاقة - سيرة وضحة الخطيب